# Club Atlético de Madrid 2014-2015
Questa voce raccoglie le informazioni riguardanti il Club Atlético de Madrid nelle competizioni ufficiali della stagione 2014-2015.

## Stagione
La stagione 2014-2015 vede la 78ª partecipazione alla massima divisione spagnola e la 13ª di fila per l'Atlético Madrid, che conferma l'allenatore argentino Diego Simeone. La squadra di Madrid, dopo aver vinto il campionato precedente si qualifica direttamente alla fase a gironi della Champions League e affronterà il Real Madrid, vincitore della Coppa del Re, nella Supercoppa di Spagna rievocando la finale di Champions giocata a Lisbona. Il primo impegno nel cammino che porta a difendere il titolo è il 25 agosto, a Madrid, col Rayo Vallecano (0-0) al Teresa Rivero.

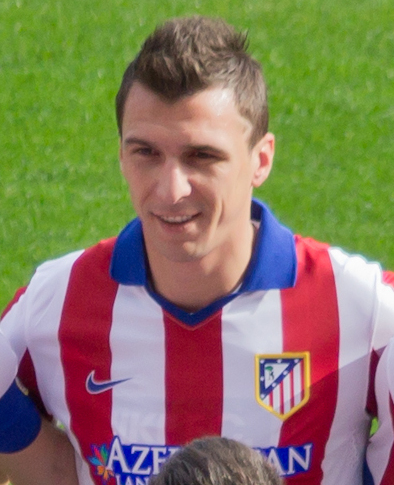
Mario Mandžukić, l'attaccante croato nuovo acquisto della stagione

Il 22 agosto 2014 l'Atletico si aggiudica il primo trofeo stagionale, imponendosi con il punteggio di 2-1 nei 180 minuti di gioco (pareggio per 1-1 all'andata e vittoria per 1-0 al ritorno) nella Supercopa de España. La squadra di Simeone (che dovrà scontare 8 turni di squalifica) è tornata a vincere la coppa dopo 29 anni.
Il 28 agosto, a Nyon, vengono sorteggiati i gironi che comporranno la fase finale della Champions League 2014\15. L'Atletico, in prima fascia, pesca i campioni d'Italia della Juventus, l'Olympiakos campione di Grecia e gli svedesi del Malmö FF, campioni in Svezia. Il girone A è dunque l'unico che ospita quattro compagini campioni in carica nei rispettivi paesi.
In campionato la prima vittoria arriva alla seconda giornata, per 2-1, contro l'Eibar, e alla terza giornata c'è la prima vittoria in trasferta (2-1) nel derby col Real Madrid. Tre giorni dopo arriva la prima sconfitta stagionale (3-2) in Champions League, ad Atene contro l'Olympiakos Pireo.
Il 24 settembre, grazie all'1-0 sul campo dell'Almería, l'allenatore Diego Simeone coglie la sua 100ª vittoria sulla panchina dei rojiblancos. In Champions l'Atlético si guadagna i primi tre punti del girone contro i campioni d'Italia della Juventus, vincendo per 1-0 e non permettendo agli ospiti di effettuare alcun tiro in porta.
In campionato la prima sconfitta arriva il 4 ottobre ad opera del Valencia, che si impone al Mestalla per tre reti a una. Il 17 ottobre viene sorteggiato il club L'Hospitalet, come avversario ai sedicesimi di finale di Coppa del Re. Il 22 ottobre l'Atlético batte 5-0 il Malmö, cogliendo la vittoria con maggior scarto di reti nella storia del club in Champions League.
Il 27 ottobre il tecnico Diego Simeone riceve, per il secondo anno consecutivo, il premio come miglior allenatore in Primera División 2013-2014, avendo vinto tale competizione. Il 4 novembre, in Champions League, arriva la prima vittoria esterna nel gruppo A, ai danni del Malmö che perde due a zero, e la squadra del cholo consolida così il primato.
Il 10 novembre il quotidiano Marca assegna il Trofeo Miguel Muñoz a Diego Simeone, il Trofeo Zarra a Diego Costa e il Trofeo Zamora a Thibaut Courtois per la passata stagione, rispettivamente come miglior allenatore, calciatore spagnolo più prolifico e portiere meno battuto.
Il 26 novembre, grazie alla travolgente vittoria per 4-0 contro l'Olympiakos, i colchoneros si guadagnano l'accesso anticipato agli ottavi di Champions League.
Il 29 dicembre l'Atlético Madrid viene premiato con il Globe Soccer Award 2014 per i meriti calcistici conseguiti nell'anno solare 2014, ossia campioni di Spagna, vincitori della Supercoppa e finalisti di Champions.
Il 30 dicembre, la gara di Liga contro il Deportivo La Coruña vinta per 2-0 è stata macchiata da episodi di violenza occorsi prima della gara, che hanno portato alla morte di un sostenitore della squadra galiziana. Nei giorni a seguire la società ha dunque comunicato la decisione di espellere il gruppo di supporters Frente Atlético in qualità di responsabili dell'accaduto, bandendo l'esposizione allo stadio di qualsiasi vessillo. L'esordio in Coppa del Re sorride ai madrileni, che vincono in trasferta per tre reti a zero contro i catalani de L'Hospitalet.
Con il pareggio a reti inviolate di Torino, l'Atlético si qualifica agli ottavi di Champions come prima nel girone, attendendo con maggiore serenità il sorteggio del 15 dicembre. In campionato, con la sconfitta per 1-0 rimediata contro il Villarreal, i colchoneros perdono l'imbattibiltà casalinga che durava da ben 27 giornate. Il giorno seguente il sorteggio di Nyon vuole i tedeschi del Bayer Leverkusen avversari dei biancorossi agli ottavi di finale di Champions League.
L'ultima partita del 2014 disputata al Calderón vede il pareggio per due reti a due, in Coppa del Re, contro L'Hospitalet che vale il passaggio agli ottavi contro il Real Madrid. Il 21 dicembre, con la vittoria per 4-1 sul campo dell'Athletic Club, l'Atlético chiude il 2014 al terzo posto e Griezmann realizza la sua prima tripletta in biancorosso.

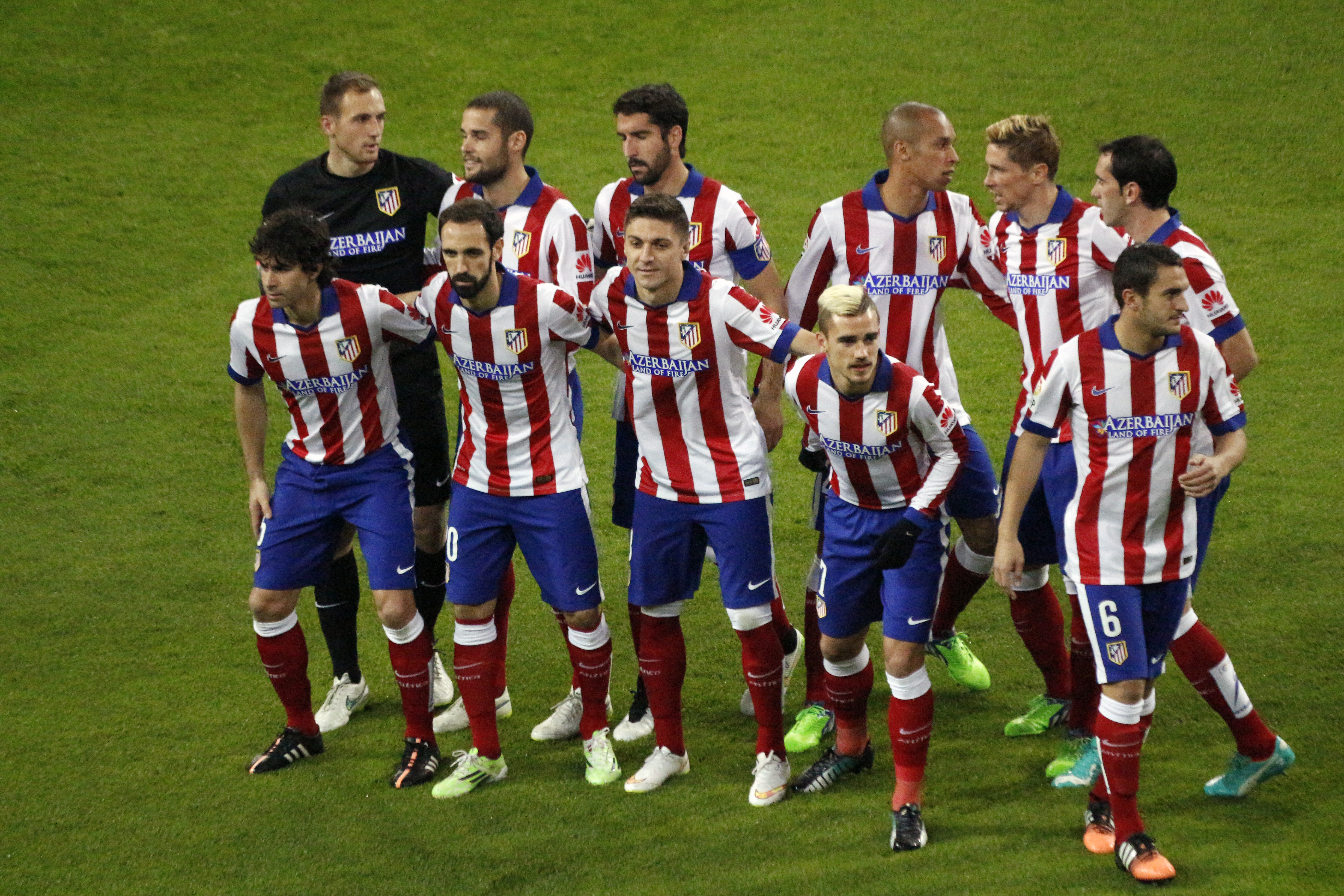
L'undici titolare nel ritorno di Coppa del Re contro il Real Madrid

Il 2015 inizia con il piede giusto per i colchoneros, che si impongono 3-1 al Vicente Calderón contro il Levante. In Coppa del Re, contro i campioni in carica del Real Madrid, arriva la prima vittoria casalinga (2-0) della competizione. Si tratta inoltre della terza vittoria consecutiva nel derby madrileño. Il ritorno al Bernabéu termina 2-2 e permette ai rojiblancos di passare il turno e di affrontare il Barcellona ai quarti di finale.
Con la vittoria per 2-0 sul Granada l'Atlético Madrid chiude il girone d'andata a 41 punti, totalizzando nove punti in meno rispetto ai 50 dell'anno scorso. In Coppa del Re l'Atlético subisce la prima sconfitta ad opera del Barcellona (1-0) nell'andata dei quarti di finale. Il girone di ritorno si apre subito con la vittoria nel derby contro il Rayo Vallecano per 3-1.
In seguito alla sconfitta interna (2-3) rimediata contro il Barcellona, la squadra viene eliminata ai quarti di finale della Coppa del Re. Il 5 febbraio l'attaccante francese Antoine Griezmann riceve il premio della LFP come miglior giocatore del mese di gennaio; due giorni dopo l'Atlético si impone sui concittadini del Real per 4-0 (risultato che mancava al Calderón dal 1977 e in generale dal 1987) e dopo 64 anni riesce nuovamente a vincere contro i blancos sia all'andata che al ritorno. La prima sconfitta del girone di ritorno avviene per mano del Celta Vigo per due reti a zero.
Il 17 marzo l'Atlético batte il Bayer Leverkusen 1-0 e pareggia il risultato dell'andata. Ai rigori i rojiblancos si impongono per 3-2 e si guadagnano l'accesso ai quarti. È la prima volta nella storia del club che, in una competizione europea, la squadra vince ai rigori. Il 20 marzo a Nyon vengono sorteggiati i rivali cittadini del Real Madrid per l'incontro ai quarti di finale di Champions League.
Il 14 aprile, col pareggio a reti inviolate nell'andata dei quarti di Champions League contro il Real Madrid, l'Atlético eguaglia il record del Barcellona di Pep Guardiola di 7 partite consecutive giocate contro i blancos senza perdere. Per le merengues questa è altresì la quarta sfida al Calderón senza segnare alcun gol. Il 22 aprile si conclude il cammino europeo dei madrileni a causa della sconfitta per 1-0 rimediata in casa del Real Madrid.
Il 25 aprile 2015 con la doppietta rifilata all'Elche (3-0), Antoine Griezmann diventa il calciatore francese più prolifico della Liga in una stagione, nonché uno tra i sette stranieri ad aver segnato più di venti gol nella stessa stagione con l'Atlético Madrid. Quattro giorni dopo è Diego Simeone a festeggiare la 200ª panchina con l'Atlético in occasione della vittoria in trasferta sul Villarreal per 1-0. Il 4 maggio Jan Oblak, Jesús Gámez e Antoine Griezmann vengono selezionati nella squadra ideale del mese di aprile; inoltre l'attaccante francese riceve il premio della LFP come miglior giocatore del mese di aprile.
Il 17 maggio 2015 si interrompe la striscia positiva di 13 risultati utili consecutivi con la sconfitta interna per 1-0 rimediata col Barcellona. Il Barcellona vince così la Liga nel Vicente Calderón, situazione inversa di quella successa l'anno scorso (sempre il 17 maggio) quando furono i colchoneros a laurearsi campioni di Spagna nel Camp Nou. Su quattro partite disputate in stagione contro i blaugrana l'Atlético ha perso tutti i confronti.
Il 23 maggio si chiude la stagione calcistica dell'Atlético Madrid con il pari a reti inviolate di Granada che vale il terzo posto, con conseguente qualificazione alla fase a gironi della Champions League 2015-2016.

## Maglie e sponsor
Lo sponsor tecnico per la stagione 2014-2015 è per il 14º anno consecutivo Nike. Così come l'anno precedente, lo sponsor ufficiale è Ministero del Turismo dell'Azerbaigian.
La prima maglia, rispetto alla stagione precedente, ha solo tre strisce rosse ampie e presenta le maniche a strisce biancorosse terminanti con un bordino blu lungo tutta la circonferenza del braccio e il colletto completamente blu. I pantaloncini sono sempre blu, ma la strisciolina rossa verticale lungo tutto la coscia è sostituita da una più ampia e bianca. I calzettoni sono completamente rossi e sono tagliati sia orizzontalmente che verticalmente da alcuna striscia bianca. Questa casacca commemora quella con cui 40 anni prima l'Atlético vinse la Coppa Intercontinentale.
La seconda maglia, invece, varia completamente da quella della stagione 2013-2014. Essa presenta una livrea grigia, con frecce tendenti verso il basso e partenti dal collo di colore grigio scuro e grigio chiaro. Le maniche restano grigie ma terminano con dei bordini rossi. Non ha colletto, ma solo il girocollo rosso e bianco. I pantaloncini sono completamente grigi, mentre i calzettoni presentano delle striature blu dietro i polpacci.
La terza maglia è quella usata, come seconda, nella passata stagione. Essa presenta una livrea giallo ocra, con maniche blu scuro dai bordini gialli. Non ha colletto, ma solo il girocollo blu. I pantaloncini sono blu scuro e hanno una strisciolina gialla verticale lungo tutto la coscia. I calzettoni sono gialli, ma senza i bordi doppi blu che avevano l'anno precedente.
Per quanto riguarda la divisa del portiere, la prima è interamente nera, con effetto consumato sulle maniche e una freccia rossa; la seconda è completamente gialla, con effetto consumato sulle maniche e una freccia verde; la terza è tutta verde, con effetto consumato sulle maniche e una striatura gialla.
|  | Casa |  | Trasferta |  | Terza maglia |

## Organigramma societario
Dal sito internet ufficiale della società.
Area direttiva
- Presidente: Enrique Cerezo

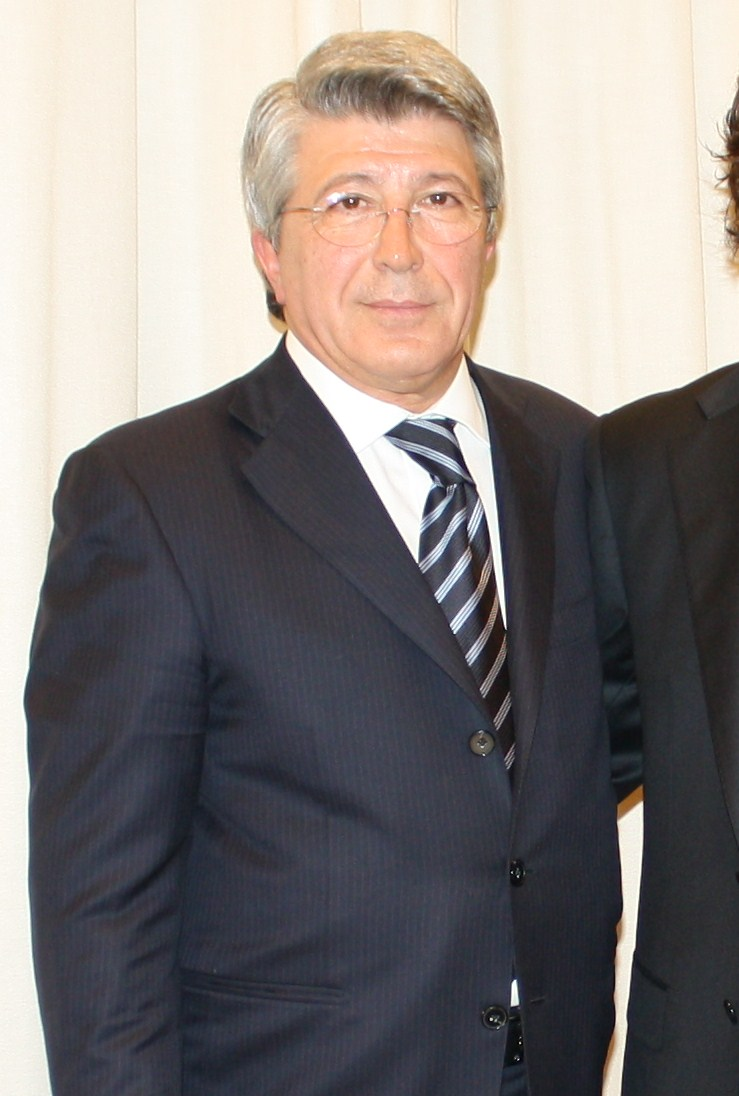
Il presidente Enrique Cerezo, in carica dal 2003

- Amministratore delegato: Miguel Ángel Gil Marín
- Vicepresidente area sociale: Lázaro Albarracín Martínez
- Vicepresidente area commerciale: Antonio Alonso Sanz
- Consiglieri: Severiano Gil y Gil, Óscar Gil Marín, Clemente Villaverde Huelga
- Segretario del consiglio: Pablo Jiménez de Parga
- Assessore del consiglio amministrativo: Ignacio Aguillo

Area organizzativa
- Direttore finanziario: Mario Aragón Santurde
- Direttore esecutivo: Clemente Villaverde Huelga
- Direttore sportivo: José Luis Pérez Caminero
- Direttore tecnico: Andrea Berta

Area marketing
- Direttore area marketing: Javier Martínez
- Direttore commerciale: Guillermo Moraleda
- Direttore delle risorse: Fernando Fariza Requejo
- Direttrice marketing: Dolores Martelli

Area infrastrutturale
- Direttore dei servizi generali e delle infrastrutture: Javier Prieto

Area controllo
- Direttore di controllo: José Manuel Díaz Pérez

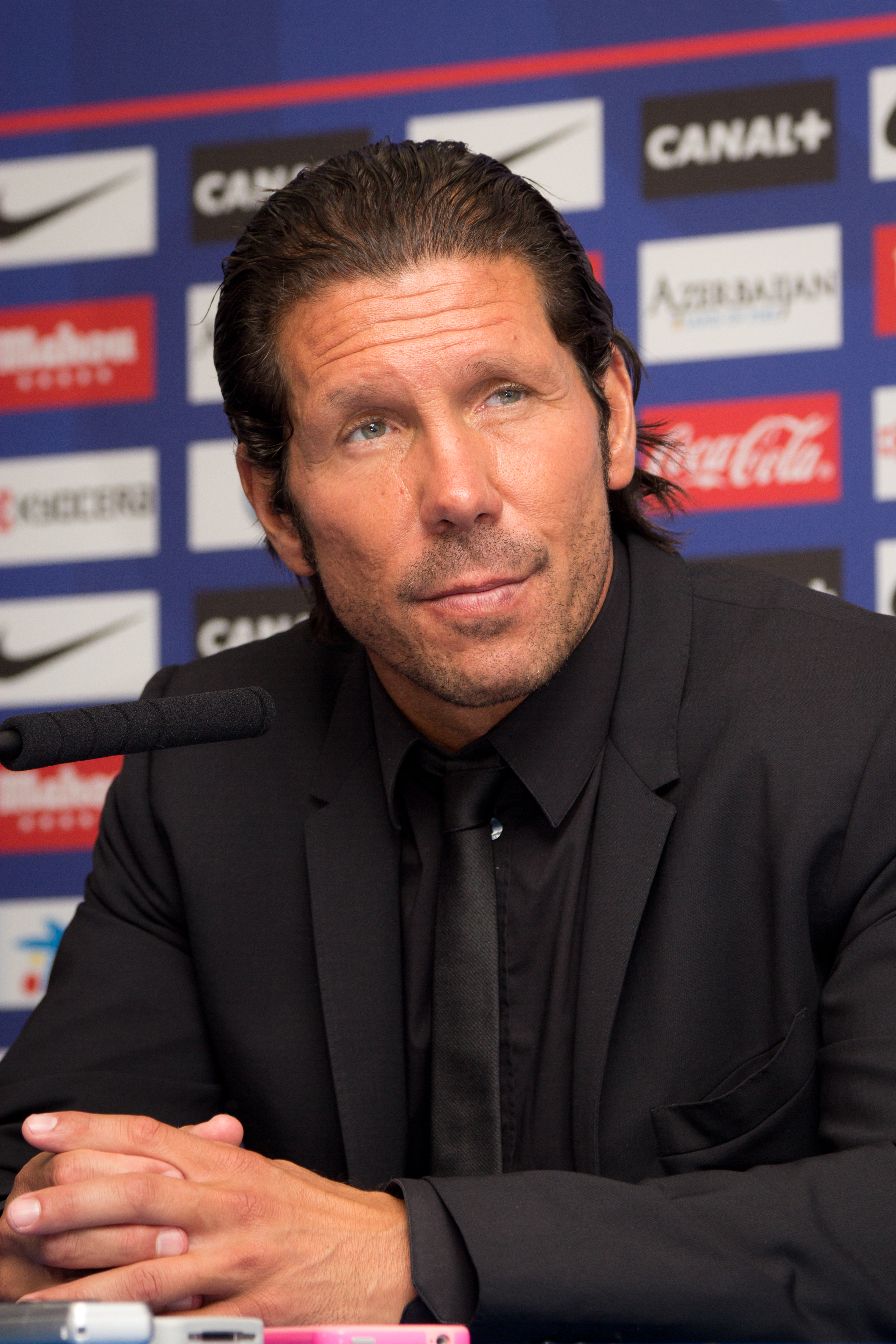
L'allenatore Diego Pablo Simeone alla quarta stagione sulla panchina

Area sviluppo giovanile e internazionale
- Direttore del settore giovanile e dello sviluppo internazionale: Emilio Gutiérrez Boullosa
- Direttore sportivo del settore giovanile: Carlos Aguilera
- Direttore tecnico del settore giovanile: Miguel Ángel Ruiz

Area comunicazione
- Direttore della comunicazione e area digitale: Rafael Alique

Area tecnica
- Allenatore: Diego Simeone
- Allenatore in seconda: Germán Burgos
- Preparatori atletici: Óscar Ortega, Carlos Menéndez, Iván Rafael Díaz Infante
- Preparatore dei portieri: Pablo Vercellone
- Allenatore in terza: Juan Vizcaíno
- Delegato: Pedro Pablo Matesanz

Area sanitaria
- Responsabile: José María Villalón
- Infermiere: Gorka de Abajo
- Fisioterapisti: Esteban Arévalo, David Loras, Jesús Vázquez, Felipe Iglesias Arroyo
- Massaggiatore: Daniel Castro

Area ausiliare
- Direzione: Luiz Edmundo Pereira
- Magazzinieri: Cristian Bautista, Dimcho Pilichev, Mario Serrano

## Rosa

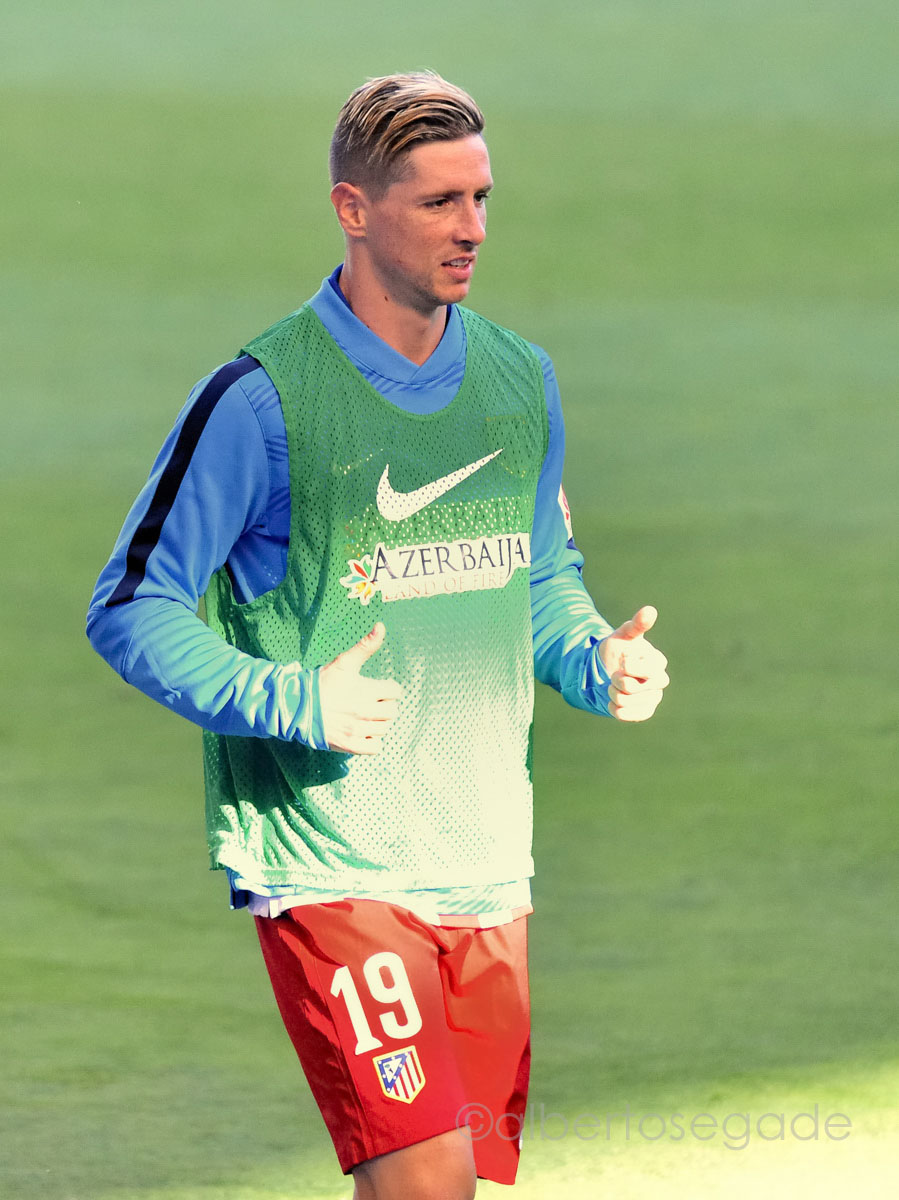
Fernando Torres, acquistato nel mercato invernale, torna all'Atlético Madrid dopo nove stagioni

Rosa aggiornata al 21 gennaio 2015.
| N. |                       | Ruolo | Calciatore                  |
| -- | --------------------- | ----- | --------------------------- |
| 1  | Spagna (bandiera)     | P     | Miguel Ángel Moyà           |
| 2  | Uruguay (bandiera)    | D     | Diego Godín                 |
| 3  | Brasile (bandiera)    | D     | Guilherme Siqueira          |
| 4  | Spagna (bandiera)     | C     | Mario Suarez                |
| 5  | Portogallo (bandiera) | C     | Tiago                       |
| 6  | Spagna (bandiera)     | C     | Koke                        |
| 7  | Francia (bandiera)    | A     | Antoine Griezmann           |
| 8  | Spagna (bandiera)     | C     | Raúl García (vice capitano) |
| 9  | Croazia (bandiera)    | A     | Mario Mandžukić             |
| 10 | Turchia (bandiera)    | C     | Arda Turan                  |
| 11 | Messico (bandiera)    | A     | Raúl Jiménez                |
| 13 | Slovenia (bandiera)   | P     | Jan Oblak                   |

| N. |                      | Ruolo | Calciatore         |
| -- | -------------------- | ----- | ------------------ |
| 14 | Spagna (bandiera)    | C     | Gabi (capitano)    |
| 15 | Argentina (bandiera) | D     | Cristian Ansaldi   |
| 17 | Spagna (bandiera)    | C     | Saúl               |
| 18 | Spagna (bandiera)    | D     | Jesús Gámez        |
| 19 | Spagna (bandiera)    | A     | Fernando Torres    |
| 20 | Spagna (bandiera)    | D     | Juanfran           |
| 21 | Uruguay (bandiera)   | C     | Cristian Rodríguez |
| 22 | Italia (bandiera)    | A     | Alessio Cerci      |
| 22 | Spagna (bandiera)    | C     | Cani               |
| 23 | Brasile (bandiera)   | D     | João Miranda       |
| 24 | Uruguay (bandiera)   | D     | José Giménez       |
| 26 | Argentina (bandiera) | A     | Ángel Correa       |

## Calciomercato

### Sessione estiva(dal 1º luglio al 1º settembre)
Durante il mercato estivo vengono ceduti al Chelsea l'attaccante Diego Costa, autore di 36 reti l'anno precedente, per una cifra vicina ai 40 milioni di euro, e il terzino Filipe Luís per circa 20 milioni. Da Madrid parte anche l'attaccante spagnolo David Villa, acquistato a parametro zero dal New York City.
Per far fronte alle partenze e rinforzare l'organico in attacco, viene prelevato dal Bayern Monaco il croato Mario Mandžukić, per circa 22 milioni di euro e si raggiunge l'accordo per il trasferimento del francese Antoine Griezmann dalla Real Sociedad. Viene inoltre ingaggiato l'estremo difensore sloveno Jan Oblak per sostituire il belga Thibaut Courtois, rientrato del prestito del Chelsea. L'ultimo giorno di mercato la squadra madrilena si assicura le prestazioni dell'ala italiana Alessio Cerci.
| Acquisti         | Acquisti           | Acquisti              | Acquisti                    |
| R.               | Nome               | da                    | Modalità                    |
| ---------------- | ------------------ | --------------------- | --------------------------- |
| P                | Miguel Ángel Moyà  | Getafe                | definitivo (3 milioni €)    |
| P                | Jan Oblak          | Benfica               | definitivo (16 milioni €)   |
| D                | Cristian Ansaldi   | Zenit San Pietroburgo | prestito                    |
| D                | Jesús Gámez        | Malaga                | definitivo (parametro zero) |
| D                | Guilherme Siqueira | Granada               | definitivo (10 milioni €)   |
| C                | Alessio Cerci      | Torino                | definitivo (15 milioni €)   |
| C                | Saúl Ñíguez        | Rayo Vallecano        | fine prestito               |
| A                | Antoine Griezmann  | Real Sociedad         | definitivo (30 milioni €)   |
| A                | Raúl Jiménez       | América               | definitivo (10,5 milioni €) |
| A                | Mario Mandžukić    | Bayern Monaco         | definitivo (22 milioni €)   |
| Altre operazioni |                    |                       |                             |
| R.               | Nome               | da                    | Modalità                    |
| P                | Sergio Asenjo      | Villarreal            | fine prestito               |
| P                | Yassine Bounou     | Atlético Madrid B     | prelievo                    |
| P                | André Moreira      | Ribeirão              | definitivo                  |
| P                | Roberto            | Olympiacos            | fine prestito               |
| D                | Sílvio             | Benfica               | fine prestito               |
| D                | Emiliano Velázquez | Danubio               | definitivo (1,10 milioni €) |
| C                | Josuha Guilavogui  | Saint-Étienne         | fine prestito               |
| C                | Thomas Teye Partey | Atlético Madrid B     | prelievo                    |
| C                | Rubén Pérez        | Elche                 | fine prestito               |
| C                | Óliver Torres      | Villarreal            | fine prestito               |
| A                | Léo Baptistão      | Betis                 | fine prestito               |
| A                | Ángel Correa       | San Lorenzo           | definitivo (7,5 milioni €)  |
| A                | Jonathan Ortiz     | Atlético Madrid B     | prelievo                    |

| Cessioni         | Cessioni              | Cessioni       | Cessioni                    |
| R.               | Nome                  | a              | Modalità                    |
| ---------------- | --------------------- | -------------- | --------------------------- |
| P                | Daniel Aranzubía      |                | svincolato                  |
| P                | Yassine Bounou        | Real Saragozza | prestito                    |
| P                | Thibaut Courtois      | Chelsea        | fine prestito               |
| D                | Toby Alderweireld     | Southampton    | prestito                    |
| D                | Filipe Luís Kasmirski | Chelsea        | definitivo (20 milioni €)   |
| D                | Emiliano Insúa        | Rayo Vallecano | prestito                    |
| D                | Javier Manquillo      | Liverpool      | prestito                    |
| C                | Diego                 | Fenerbahçe     | definitivo (parametro zero) |
| C                | José Sosa             | Metalist       | fine prestito               |
| C                | Óliver Torres         | Porto          | prestito                    |
| A                | Adrián                | Porto          | definitivo (11 milioni €)   |
| A                | Diego Costa           | Chelsea        | definitivo (38 milioni €)   |
| A                | David Villa           | New York City  | definitivo (parametro zero) |
| Altre operazioni |                       |                |                             |
| R.               | Nome                  | a              | Modalità                    |
| P                | Sergio Asenjo         | Villarreal     | definitivo (5 milioni €)    |
| P                | André Moreira         | Moreirense     | prestito                    |
| P                | Roberto               | Olympiacos     | definitivo (6 milioni €)    |
| D                | Sílvio                | Benfica        | rinnovo prestito            |
| D                | Emiliano Velázquez    | Getafe         | prestito                    |
| C                | Josuha Guilavogui     | Wolfsburg      | prestito                    |
| C                | Thomas Teye Partey    | Almería        | prestito                    |
| C                | Rubén Pérez           | Torino         | prestito                    |
| A                | Léo Baptistão         | Rayo Vallecano | prestito                    |
| A                | Jonathan Ortiz        | Guijuelo       | prestito                    |

### Sessione invernale(dal 3 al 31 gennaio)
Il 29 dicembre l'Atlético preleva in prestito dal Milan l'ex capitano Fernando Torres, che ritorna al club nel quale ha esordito dopo 8 anni, in cui aveva già collezionato 244 presenze e 91 reti. Con la medesima formula viene ceduta l'ala italiana Alessio Cerci proprio ai rossoneri. Il 7 gennaio viene formalizzato il passaggio in prestito del centrocampista Cani dal Villarreal. Il 20 gennaio 2015 il centrocampista uruguaiano Cristian Rodríguez passa in prestito al Parma fino a giugno. Tuttavia in seguito alla crisi finanziaria del club ducale, il calciatore si trasferisce in prestito al Grêmio a mercato chiuso.
| Acquisti         | Acquisti           | Acquisti   | Acquisti             |
| R.               | Nome               | da         | Modalità             |
| ---------------- | ------------------ | ---------- | -------------------- |
| C                | Cani               | Villarreal | prestito             |
| A                | Fernando Torres    | Milan      | prestito             |
| Altre operazioni |                    |            |                      |
| R.               | Nome               | da         | Modalità             |
| C                | Rubén Pérez        | Torino     | risoluzione prestito |
| C                | Cristian Rodríguez | Parma      | rescissione          |

| Cessioni         | Cessioni           | Cessioni | Cessioni |
| R.               | Nome               | a        | Modalità |
| ---------------- | ------------------ | -------- | -------- |
| C                | Alessio Cerci      | Milan    | prestito |
| C                | Cristian Rodríguez | Parma    | prestito |
| Altre operazioni |                    |          |          |
| R.               | Nome               | a        | Modalità |
| C                | Rubén Pérez        | Granada  | prestito |
| C                | Cristian Rodríguez | Grêmio   | prestito |

## Risultati

### Primera División

#### Girone di andata
| Madrid 25 agosto 2014, ore 22:00 CEST 1ª giornata | Rayo Vallecano | 0 – 0 referto | Atlético Madrid | Vallecas (11 070 spett.)\| Arbitro: \| Clos Gómez \| |
| Arbitro:                                          | Clos Gómez     |               |                 |                                                      |

| Arbitro: | Prieto Iglesias |

|                           |           |             |
| Miranda 11’ Mandžukić 24’ | Marcatori | 33’ Abraham |

| Arbitro: | Mateu Lahoz |

|                    |           |                    |
| Ronaldo 25’ (rig.) | Marcatori | 10’ Tiago 76’ Arda |

| Arbitro: | Martínez Munuera |

|                       |           |                          |
| Miranda 30’ Godín 40’ | Marcatori | 19’ Hernández 53’ Nolito |

| Arbitro: | Gil Manzano |

|  |           |             |
|  | Marcatori | 60’ Miranda |

| Arbitro: | González González |

|                                                      |           |  |
| Koke 19’ Saúl 42’ Raúl García 83’ (rig.) Jiménez 90’ | Marcatori |  |

| Arbitro: | F. Teixeira Vitienes |

|                                            |           |               |
| Miranda 6’ (aut.) A. Gomes 8’ Otamendi 13’ | Marcatori | 29’ Mandžukić |

| Arbitro: | Vicandi Garrido |

|                         |           |  |
| Tiago 43’ M. Suárez 70’ | Marcatori |  |

| Arbitro: | Melero López |

|  |           |               |
|  | Marcatori | 40’ Mandžukić |

| Arbitro: | Clos Gómez |

|                                                  |           |                 |
| Griezmann 43’, 58’ Mandžukić 63’ Raúl García 81’ | Marcatori | 54’, 87’ Ghilas |

| Arbitro: | Álvarez Izquierdo |

|                        |           |               |
| Vela 15’ Agirretxe 83’ | Marcatori | 10’ Mandžukić |

| Arbitro: | F. Teixeira Vitienes |

|                                   |           |                |
| Tiago 12’ Griezmann 42’ Godín 84’ | Marcatori | 64’ Santa Cruz |

| Arbitro: | J. A. Teixeira Vitienes |

|                   |           |  |
| Saúl 43’ Arda 55’ | Marcatori |  |

| Arbitro: | Vicandi Garrido |

|  |           |                           |
|  | Marcatori | 17’ Giménez 53’ Mandžukić |

| Arbitro: | Pérez Montero |

|  |           |            |
|  | Marcatori | 85’ Vietto |

| Arbitro: | Hernández Hernández |

|             |           |                                                |
| M. Rico 17’ | Marcatori | 46’, 73’, 81’ Griezmann 53’ (rig.) Raúl García |

| Arbitro: | Álvarez Izquierdo |

|                              |           |             |
| Griezmann 18’, 48’ Godín 82’ | Marcatori | 62’ El Zhar |

| Arbitro: | Undiano Mallenco |

|                                 |           |                      |
| Neymar 12’ Suárez 35’ Messi 87’ | Marcatori | 57’ (rig.) Mandžukić |

| Arbitro: | Iglesias Villanueva |

|                                      |           |  |
| Mandžukić 34’ (rig.) Raúl García 88’ | Marcatori |  |

#### Girone di ritorno
| Arbitro: | Vicandi Garrido |

|                                       |           |                |
| Griezmann 12’, 22’ Manucho 56’ (aut.) | Marcatori | 35’ Trashorras |

| Arbitro: | Pérez Montero |

|                |           |                                 |
| Piovaccari 90’ | Marcatori | 7’ Griezmann 23’, 25’ Mandžukić |

| Arbitro: | Fernández Borbalán |

|                                                |           |  |
| Tiago 14’ Saúl 18’ Griezmann 67’ Mandžukić 88’ | Marcatori |  |

| Arbitro: | Martínez Munuera |

|                                |           |  |
| Nolito 59’ (rig.) Orellana 71’ | Marcatori |  |

| Arbitro: | Mateu Lahoz |

|                                         |           |  |
| Mandžukić 13’ (rig.) Griezmann 20’, 29’ | Marcatori |  |

| Siviglia 1º marzo 2015, ore 19:00 CET 25ª giornata | Siviglia   | 0 – 0 referto | Atlético Madrid | Ramón Sánchez-Pizjuán (36 001 spett.)\| Arbitro: \| Clos Gómez \| |
| Arbitro:                                           | Clos Gómez |               |                 |                                                                   |

| Arbitro: | Jaime Latre |

|          |           |             |
| Koke 32’ | Marcatori | 76’ Mustafi |

| Barcellona 14 marzo 2015, ore 16:00 CET 27ª giornata | Espanyol        | 0 – 0 referto | Atlético Madrid | Cornellà-El Prat (22 538 spett.)\| Arbitro: \| Vicandi Garrido \| |
| Arbitro:                                             | Vicandi Garrido |               |                 |                                                                   |

| Arbitro: | Martínez Munuera |

|                        |           |  |
| F. Torres 3’ Tiago 44’ | Marcatori |  |

| Arbitro: | Estrada Fernández |

|  |           |                       |
|  | Marcatori | 5’ Griezmann 40’ Saúl |

| Arbitro: | Undiano Mallenco |

|                                     |           |  |
| M. González 2’ (aut.) Griezmann 10’ | Marcatori |  |

| Arbitro: | Mateu Lahoz |

|                               |           |                    |
| F. Torres 37’ (aut.) Samu 71’ | Marcatori | 24’, 78’ Griezmann |

| Arbitro: | Fernández Borbalán |

|           |           |                   |
| Riera 77’ | Marcatori | 4’, 21’ Griezmann |

| Arbitro: | Clos Gómez |

|                                    |           |  |
| Griezmann 55’, 77’ Raúl García 63’ | Marcatori |  |

| Arbitro: | González González |

|  |           |               |
|  | Marcatori | 74’ F. Torres |

| Madrid 2 maggio 2015, ore 18:00 CEST 35ª giornata | Atlético Madrid | 0 – 0 referto | Athletic Bilbao | Vicente Calderón (53 500 spett.)\| Arbitro: \| Jaime Latre \| |
| Arbitro:                                          | Jaime Latre     |               |                 |                                                               |

| Arbitro: | Hernández Hernández |

|                     |           |                            |
| Barral 32’ Uche 63’ | Marcatori | 35’ Siqueira 80’ F. Torres |

| Arbitro: | Undiano Mallenco |

|  |           |           |
|  | Marcatori | 65’ Messi |

| Granada 23 maggio 2015, ore 18:30 CEST 38ª giornata | Granada           | 0 – 0 referto | Atlético Madrid | Los Cármenes (28 848 spett.)\| Arbitro: \| González González \| |
| Arbitro:                                            | González González |               |                 |                                                                 |

### Coppa del Re
| Arbitro: | Fernández Borbalán |

|  |           |                                                  |
|  | Marcatori | 67’ Griezmann 80’ (rig.) Gabi 90+3’ C. Rodríguez |

| Arbitro: | Melero López |

|                    |           |                  |
| Mandžukić 19’, 73’ | Marcatori | 67’, 84’ Alcaráz |

| Arbitro: | Clos Gómez |

|                                    |           |  |
| Raúl García 58’ (rig.) Giménez 75’ | Marcatori |  |

| Arbitro: | Mateu Lahoz |

|                          |           |                   |
| S. Ramos 19’ Ronaldo 54’ | Marcatori | 1’, 46’ F. Torres |

| Arbitro: | González González |

|           |           |  |
| Messi 85’ | Marcatori |  |

| Arbitro: | Gil Manzano |

|                              |           |                                    |
| F. Torres 1’ Raúl García 30’ | Marcatori | 10’, 41’ Neymar 38’ (aut.) Miranda |

### UEFA Champions League

#### Fase a gironi
| Arbitro: | Proença |

|                                       |           |                             |
| Masuaku 13’ Afellay 31’ Mītroglou 73’ | Marcatori | 38’ Mandžukić 83’ Griezmann |

| Arbitro: | Brych |

|          |           |  |
| Arda 75’ | Marcatori |  |

| Arbitro: | Jug |

|                                                            |           |  |
| Koke 48’ Mandžukić 61’ Griezmann 63’ Godín 87’ Cerci 90+3’ | Marcatori |  |

| Arbitro: | Clattenburg |

|  |           |                          |
|  | Marcatori | 30’ Koke 79’ Raúl García |

| Arbitro: | Stark |

|                                        |           |  |
| Raúl García 9’ Mandžukić 38’, 62’, 65’ | Marcatori |  |

| Torino 9 dicembre 2014, ore 20:45 CET 6ª giornata – Gruppo A | Juventus | 0 – 0 referto | Atlético Madrid | Juventus Stadium (39 219 spett.)\| Arbitro: \| Collum \| |
| Arbitro:                                                     | Collum   |               |                 |                                                          |

#### Fase a eliminazione diretta
| Arbitro: | Královec |

|                |           |  |
| Çalhanoğlu 57’ | Marcatori |  |

| Arbitro: | Rizzoli |

|                                                |                      |                                           |
| M. Suárez 27’                                  | Marcatori            |                                           |
| Raúl García Griezmann M. Suárez Koke F. Torres | Tiri di rigore 3 – 2 | Çalhanoğlu Rofles Toprak Castro Kiessling |

| Madrid 14 aprile 2015, ore 20:45 CEST Quarti di finale – Andata | Atlético Madrid | 0 – 0 referto | Real Madrid | Vicente Calderón (52 553 spett.)\| Arbitro: \| Mažić \| |
| Arbitro:                                                        | Mažić           |               |             |                                                         |

| Arbitro: | Brych |

|                |           |  |
| Chicharito 88’ | Marcatori |  |

### Supercoppa di Spagna
| Arbitro: | Estrada Fernández |

|           |           |                 |
| James 81’ | Marcatori | 88’ Raúl García |

| Arbitro: | Fernández Borbalán |

|              |           |  |
| Mandžukić 2’ | Marcatori |  |

## Statistiche

### Statistiche di squadra
| Competizione          | Punti | In casa | In casa | In casa | In casa | In casa | In casa | In trasferta | In trasferta | In trasferta | In trasferta | In trasferta | In trasferta | Totale | Totale | Totale | Totale | Totale | Totale | DR  |
| Competizione          | Punti | G       | V       | N       | P       | Gf      | Gs      | G            | V            | N            | P            | Gf           | Gs           | G      | V      | N      | P      | Gf     | Gs     | DR  |
| --------------------- | ----- | ------- | ------- | ------- | ------- | ------- | ------- | ------------ | ------------ | ------------ | ------------ | ------------ | ------------ | ------ | ------ | ------ | ------ | ------ | ------ | --- |
| Liga BBVA             | 78    | 19      | 14      | 3       | 2       | 42      | 11      | 19           | 9            | 6            | 4            | 25           | 18           | 38     | 23     | 9      | 6      | 67     | 29     | +38 |
| Coppa del Re          | -     | 3       | 1       | 1       | 1       | 6       | 5       | 3            | 1            | 1            | 1            | 5            | 3            | 6      | 2      | 2      | 2      | 11     | 8      | +3  |
| UEFA Champions League | 13    | 5       | 4       | 1       | 0       | 11      | 0       | 5            | 1            | 1            | 3            | 4            | 5            | 10     | 5      | 2      | 3      | 15     | 5      | +10 |
| Supercopa de España   | -     | 1       | 1       | 0       | 0       | 1       | 0       | 1            | 0            | 1            | 0            | 1            | 1            | 2      | 1      | 1      | 0      | 2      | 1      | +1  |
| Totale                | 90    | 28      | 20      | 5       | 3       | 60      | 15      | 28           | 11           | 9            | 8            | 35           | 26           | 56     | 32     | 14     | 11     | 95     | 43     | +52 |

### Andamento in campionato
| Giornata  | 1  | 2 | 3 | 4 | 5 | 6 | 7 | 8 | 9 | 10 | 11 | 12 | 13 | 14 | 15 | 16 | 17 | 18 | 19 | 20 | 21 | 22 | 23 | 24 | 25 | 26 | 27 | 28 | 29 | 30 | 31 | 32 | 33 | 34 | 35 | 36 | 37 | 38 |
| --------- | -- | - | - | - | - | - | - | - | - | -- | -- | -- | -- | -- | -- | -- | -- | -- | -- | -- | -- | -- | -- | -- | -- | -- | -- | -- | -- | -- | -- | -- | -- | -- | -- | -- | -- | -- |
| Luogo     | T  | C | T | C | T | C | T | C | T | C  | T  | C  | C  | T  | C  | T  | C  | T  | C  | C  | T  | C  | T  | C  | T  | C  | T  | C  | T  | C  | T  | T  | C  | T  | C  | T  | C  | T  |
| Risultato | N  | V | V | N | V | V | P | V | V | V  | P  | V  | V  | V  | P  | V  | V  | P  | V  | V  | V  | V  | P  | V  | N  | N  | N  | V  | V  | V  | N  | V  | V  | V  | N  | N  | P  | N  |
| Posizione | 12 | 5 | 4 | 4 | 4 | 3 | 5 | 5 | 5 | 2  | 4  | 3  | 3  | 3  | 3  | 3  | 3  | 3  | 3  | 3  | 3  | 3  | 3  | 3  | 3  | 3  | 4  | 4  | 3  | 3  | 3  | 3  | 3  | 3  | 3  | 3  | 3  | 3  |

Fonte:  CLASIFICACIÓN, su atleticodemadrid.com, atleticodemadrid.com.
Legenda:

Luogo: C = Casa; T = Trasferta. Risultato: V = Vittoria; N = Pareggio; P = Sconfitta.

### Statistiche dei giocatori
In corsivo i calciatori che hanno lasciato il club a stagione in corso.
| Giocatore    | Primera División | Primera División | Primera División | Primera División | Coppa di Spagna | Coppa di Spagna | Coppa di Spagna | Coppa di Spagna | Champions League | Champions League | Champions League | Champions League | Supercoppa di Spagna | Supercoppa di Spagna | Supercoppa di Spagna | Supercoppa di Spagna | Totale   | Totale | Totale      | Totale     |
| Giocatore    | Presenze         | Reti             | Ammonizioni      | Espulsioni       | Presenze        | Reti            | Ammonizioni     | Espulsioni      | Presenze         | Reti             | Ammonizioni      | Espulsioni       | Presenze             | Reti                 | Ammonizioni          | Espulsioni           | Presenze | Reti   | Ammonizioni | Espulsioni |
| ------------ | ---------------- | ---------------- | ---------------- | ---------------- | --------------- | --------------- | --------------- | --------------- | ---------------- | ---------------- | ---------------- | ---------------- | -------------------- | -------------------- | -------------------- | -------------------- | -------- | ------ | ----------- | ---------- |
| C. Ansaldi   | 7                | 0                | 0                | 0                | 0               | 0               | 0               | 0               | 3                | 0                | 2                | 0                | 1                    | 0                    | 0                    | 0                    | 11       | 0      | 2           | 0          |
| Arda         | 32               | 2                | 7                | 0                | 4               | 0               | 1               | 0               | 10               | 1                | 0                | 1                | 0                    | 0                    | 0                    | 0                    | 46       | 3      | 8           | 1          |
| Cani         | 4                | 0                | 1                | 0                | 1               | 0               | 1               | 0               | 1                | 0                | 0                | 0                | 0                    | 0                    | 0                    | 0                    | 6        | 0      | 2           | 0          |
| A. Cerci     | 6                | 0                | 0                | 1                | 1               | 0               | 0               | 0               | 2                | 1                | 0                | 0                | 0                    | 0                    | 0                    | 0                    | 9        | 1      | 0           | 1          |
| Á. Correa    | 0                | 0                | 0                | 0                | 0               | 0               | 0               | 0               | 0                | 0                | 0                | 0                | 0                    | 0                    | 0                    | 0                    | 0        | 0      | 0           | 0          |
| Gabi         | 34               | 0                | 12               | 1                | 5               | 1               | 3               | 1               | 7                | 0                | 2                | 0                | 2                    | 0                    | 0                    | 0                    | 48       | 1      | 17          | 2          |
| J. Gámez     | 14               | 0                | 4                | 0                | 4               | 0               | 1               | 0               | 3                | 0                | 2                | 0                | 0                    | 0                    | 0                    | 0                    | 21       | 0      | 7           | 0          |
| J. Giménez   | 21               | 1                | 3                | 0                | 4               | 1               | 2               | 0               | 4                | 0                | 1                | 0                | 0                    | 0                    | 0                    | 0                    | 29       | 2      | 6           | 0          |
| D. Godín     | 34               | 3                | 9                | 0                | 3               | 0               | 3               | 0               | 9                | 1                | 3                | 0                | 2                    | 0                    | 0                    | 0                    | 48       | 4      | 15          | 0          |
| A. Griezmann | 37               | 22               | 6                | 0                | 5               | 1               | 2               | 0               | 9                | 2                | 1                | 0                | 2                    | 0                    | 1                    | 0                    | 53       | 25     | 10          | 0          |
| H. Hernández | 1                | 0                | 0                | 0                | 0               | 0               | 0               | 0               | 0                | 0                | 0                | 0                | 0                    | 0                    | 0                    | 0                    | 1        | 0      | 0           | 0          |
| R. Jiménez   | 21               | 1                | 0                | 0                | 4               | 0               | 0               | 0               | 1                | 0                | 1                | 0                | 2                    | 0                    | 0                    | 0                    | 28       | 1      | 1           | 0          |
| Juanfran     | 35               | 0                | 5                | 0                | 3               | 0               | 1               | 0               | 10               | 0                | 1                | 0                | 2                    | 0                    | 0                    | 0                    | 50       | 0      | 7           | 0          |
| S. Keita     | 0                | 0                | 0                | 0                | 1               | 0               | 0               | 0               | 0                | 0                | 0                | 0                | 0                    | 0                    | 0                    | 0                    | 1        | 0      | 0           | 0          |
| Koke         | 34               | 2                | 8                | 0                | 4               | 0               | 1               | 0               | 9                | 2                | 2                | 0                | 2                    | 0                    | 2                    | 0                    | 49       | 4      | 13          | 0          |
| Lucas        | 1                | 0                | 0                | 0                | 3               | 0               | 0               | 0               | 0                | 0                | 0                | 0                | 0                    | 0                    | 0                    | 0                    | 4        | 0      | 0           | 0          |
| M. Mandžukić | 28               | 12               | 10               | 0                | 3               | 2               | 2               | 0               | 10               | 5                | 1                | 0                | 2                    | 1                    | 1                    | 0                    | 43       | 20     | 14          | 0          |
| Mario Suárez | 20               | 1                | 9                | 0                | 6               | 0               | 0               | 1               | 8                | 1                | 3                | 0                | 1                    | 0                    | 1                    | 0                    | 35       | 2      | 13          | 1          |
| J. Miranda   | 22               | 3                | 8                | 1                | 3               | 0               | 1               | 0               | 8                | 0                | 1                | 0                | 2                    | 0                    | 0                    | 0                    | 35       | 3      | 10          | 1          |
| M. Moyà      | 27               | -23              | 0                | 0                | 0               | 0               | 0               | 0               | 7                | -1               | 0                | 0                | 2                    | -1                   | 0                    | 0                    | 36       | -25    | 0           | 0          |
| J. Oblak     | 11               | -6               | 1                | 0                | 6               | -8              | 0               | 0               | 4                | -4               | 0                | 0                | 0                    | 0                    | 0                    | 0                    | 21       | -18    | 1           | 0          |
| I. Pérez     | 0                | 0                | 0                | 0                | 1               | 0               | 0               | 0               | 0                | 0                | 0                | 0                | 0                    | 0                    | 0                    | 0                    | 1        | 0      | 0           | 0          |
| C. Ramos     | 0                | 0                | 0                | 0                | 1               | 0               | 0               | 0               | 0                | 0                | 0                | 0                | 0                    | 0                    | 0                    | 0                    | 1        | 0      | 0           | 0          |
| Raúl García  | 31               | 5                | 8                | 0                | 4               | 2               | 3               | 0               | 10               | 2                | 3                | 0                | 2                    | 1                    | 2                    | 0                    | 47       | 10     | 16          | 0          |
| C. Rodríguez | 6                | 0                | 0                | 0                | 2               | 1               | 1               | 0               | 2                | 0                | 1                | 0                | 1                    | 0                    | 0                    | 0                    | 11       | 1      | 2           | 0          |
| Saúl         | 24               | 4                | 1                | 0                | 4               | 0               | 0               | 0               | 5                | 0                | 1                | 0                | 2                    | 0                    | 0                    | 0                    | 35       | 4      | 2           | 0          |
| G. Siqueira  | 25               | 1                | 5                | 2                | 4               | 0               | 2               | 0               | 6                | 0                | 1                | 0                | 2                    | 0                    | 1                    | 0                    | 37       | 1      | 9           | 2          |
| Tiago        | 31               | 5                | 5                | 0                | 1               | 0               | 1               | 0               | 4                | 0                | 0                | 1                | 1                    | 0                    | 0                    | 0                    | 37       | 5      | 6           | 1          |
| F. Torres    | 19               | 3                | 4                | 0                | 4               | 3               | 1               | 0               | 3                | 0                | 2                | 0                | 0                    | 0                    | 0                    | 0                    | 26       | 6      | 7           | 0          |

## Giovanili

### Organigramma
Dal sito ufficiale del club
Atlético de Madrid B
- Allenatore: Carlos Sánchez Aguiar
- Allenatore in 2ª: Roberto Simón Marina
- Preparatore atletico: Álvaro Ros Bernal
- Preparatore dei portieri: Miguel González Bastón
- Dirigente accompagnatore: Miguel Ángel Gómez González

Atlético de Madrid C
- Allenatore: Roberto Fresnedoso Prieto
- Allenatore in 2ª: Jorge Murga Álvarez
- Preparatore atletico: Luis Piñedo Betrian
- Dirigente accompagnatore: Pedro Francisco Fajardo Jiménez

Atlético de Madrid Juvenil División de Honor
- Allenatore: Armando De La Morena Díaz-Jorge[228]
- Allenatore in 2ª: Carlos Cura Hernánz
- Preparatore atletico: Víctor González Ochoa
- Dirigente accompagnatore: Francisco Cano Jiménez

Atlético Madrileño Juvenil División de Honor
- Allenatore: Francisco Javier Baños García
- Allenatore in 2ª: David Martín Escobar
- Preparatore atletico: Miguel Ángel Sáez Soriano
- Dirigente accompagnatore: José Ovidio Mira Sánchez

Atlético de Madrid Juvenil Liga Nacional
- Allenatore: David García Cubillo
- Allenatore in 2ª: Marcial Esteban González
- Preparatore atletico: Luis Muñoz Miguel
- Dirigente accompagnatore: Ricardo Barceló Blas

Atlético de Madrid Cadete
- Allenatore: Francisco Ruiz Sáez
- Allenatore in 2ª: Javier Pardo Muñoz
- Preparatore atletico: Óscar Díez Hernández
- Dirigente accompagnatore: Gonzalo Delgado Lázaro

Atlético Madrileño Cadete
- Allenatore: Antonio Arganda
- Allenatore in 2ª: Sergio Contreras Martín
- Preparatore atletico: Luis Muñoz Miguel
- Dirigente accompagnatore: Ángel Manuel Briñas Barrilero

Atlético de Madrid Infantil
- Allenatore: Pablo Nozal Hernández
- Allenatore in 2ª: Javier Payá Sánchez
- Preparatore atletico: Oscar Díez Hernández
- Dirigente accompagnatore: Juan Antonio Ramos Quijorna

Atlético Madrileño Infantil
- Allenatore: Francisco Lobato Gamero
- Allenatore in 2ª: Juan José Flores Camuñas
- Preparatore atletico: Miguel Ángel Sáez Soriano
- Dirigente accompagnatore: Luis Miguel Esquivel Sánchez

Atlético de Madrid Alevín
- Allenatore: Roberto Miguélez Juan
- Allenatore in 2ª: Carlos Donis del Álamo
- Preparatore atletico: José Manuel Fernández Fernández
- Dirigente accompagnatore: Antonio Fernández Lozano

Atlético Madrileño Alevín
- Allenatore: Jesús Nova Guijarro
- Allenatore in 2ª: Fermín Martínez Chamorro
- Preparatore atletico: José Manuel Fernández Fernández
- Dirigente accompagnatore: Antonio Lázaro Díaz

Atlético de Madrid Benjamín
- Allenatore: Javier Pecharromán Povedano
- Allenatore in 2ª: Abel Cid Torregrosa
- Preparatore atletico: Álvaro Jesús Sayabera Iñarrea
- Dirigente accompagnatore: Antonio Ligero Fernández

Atlético Madrileño Benjamín
- Allenatore: Rubén Carrera Fernández
- Allenatore in 2ª: David Robles Martínez
- Preparatore atletico: Álvaro Jesús Sayabera Iñarrea
- Dirigente accompagnatore: Ángel Gamallo García

### Piazzamenti
Atlético de Madrid B
- Segunda División B (II Gruppo): 19º posto

Atlético de Madrid C
- Tercera División (VII Gruppo): 12º posto

Atlético de Madrid Juvenil
- División de Honor Juvenil de Fútbol (V Gruppo): 4º posto
- UEFA Youth League: Quarti di finale[229]

Atlético Madrileño Juvenil
- División de Honor (VII Gruppo): 5º posto

Atlético de Madrid Juvenil Liga Nacional
- Fútbol Juvenil Liga Nacional (XII Gruppo): 3º posto

Atlético de Madrid Benjamín
- Íscar Cup: Vincitore[230][231]